# C/1861 G1 (Thatcher)
C/1861 G1 (Thatcher) (również kometa Thatchera) – kometa długookresowa obserwowana w roku 1861.
Kometa ta została odkryta 5 kwietnia 1861 roku przez A.E. Thatchera. Została zaobserwowana również przez Carla Wilhelma Baekera.
Peryhelium jej orbity znajduje się w odległości 0,92 au od Słońca, a aphelium 110,44 au od niego. Okres obiegu komety wokół Słońca wynosi 415 lat, a nachylenie do płaszczyzny ekliptyki wynosi 79,77˚.
Kometa Thatchera jest źródłem roju meteorów nazwanego Lirydami.